# Arcadia (Sannazaro)
L'Arcadia és una novel·la pastoral renaixentista, escrita per Jacopo Sannazaro en italià. Es considera l'obra mestra de l'autor en llengua vulgar.
La història explica la vida del jove Sincero, el qual, després d'una desil·lusió amorosa, marxa de Nàpols i emigra cap a la regió del Peloponès anomenada Arcàdia, on troba una certa pau i serenitat d'esperit seguint la senzilla vida dels pastors-poetes de la regió. Però un somni horrible l'obliga a tornar a Nàpols, on s'assabenta de la mort de la seva estimada.
Es va publicar a Nàpols a l'any 1504. Va tenir successives edicions aldines. Aquestes obres sortides de la impremta Aldina, entre els anys 1495 i 1514, es caracteritzaven per una bellesa dels tipus i el paper no assolida anteriorment; per a aquestes publicacions, Manuzio va emprar la tipografia que porta el seu nom.

## Forma i estil
La poesia solia tractar la temàtica pastoral. En concret, l'ègloga és el sub-gènere líric que des del món helènic del segle IV a. C s'emprava per a motius rurals i els tòpics de la poesia pastoral. Sannazaro inserta les nombroses composicions líriques (12 èglogues) en una narració més àmplia (la novel·la). Cadascuna de les èglogues ve precedida d'un ampli passatge narratiu en prosa. Aquesta obra va servir perquè l'ègloga es recuperés i difongués per tot el món occidental, bé en vers o bé com èglogues intercalades en una novel·la pastoral. Aquest últim és el cas de L'Arcadia la novetat de la qual, precisament, en front als idil·lis i les bucòliques clàssiques, radica en l'extensió dels recursos narratius, en una nova articulació basada en la motivació autobiogràfica; aquesta composició és encara primitiva en Sannazaro.
L'obra es una mica fragmentària i excessivament esmaltada d'imatges de caràcter clàssic, però conté belles descripcions de paisatges i expressa sincerament el desig profund del poeta de pau i tranquil·litat i la seva aspiració, comú a tots els humanistes, a un món platònic llunyà i idealitzat, gairebé utòpic.

## Gènere i influència
És una de les obres més representatives de l'humanisme. Sannazaro va crear un fals i bell món poètic. Amb aquesta obra, va establir la percepció dels inicis de l'edat moderna sobre l'Arcàdia com a sinònim d'un món idíl·lic perdut, recordat amb tristesa.
Com a precursores de l'obra de Sannazaro, es poden considerar dues obres de Boccaccio, la Comèdia de les nimfes florentines, i el Ninfale fiesolano. Sannazaro es va veure influït també per Teòcrit i Virgili. Va situar el tema amorós en un ambient pastoral i campestre.
El seu èxit va originar el gènere renaixentista de la novel·la pastoral, sub-gènere èpic o narratiu. Va ser aquesta obra la que va configurar definitivament el gènere com un conjunt narratiu de composicions o cançons en vers de tema amorós entonades pels pastors.
Es va cultivar tan en la literatura italiana com en la d'altres idiomes, en particular, a Espanya i Anglaterra. Fou considerada model i arquetip de la prosa poètica. Garcilaso de la Vega, després de la seva estada a Nàpols, va fer seu el món de l'Arcàdia, en el qual tant els sons com els colors conviden a la reflexió acompanyant als sentiments. Jorge de Montemayor va publicar la primera novel·la pastoral espanyola Els set llibres de Diana o, simplement, La Diana (València). Altres obres que van seguir el model són La Diana enamorada de Gaspar Gil Polo i La Galatea, de Miguel de Cervantes. Per la seva part, Lope de Vega va recórrer a la fórmula habitual d'inserir versos dins d'un relat novel·lesc, que va anomenar La Arcadia (Madrid, 1598) i va escriure un llibre semblant al de Sannazaro i dels seus coetanis espanyols. La Arcadia de Lope de Vega va tenir un èxit considerable, sent la seva obra més reimpresa en el segle xvii.
A l'any 1590, Sir Philip Sidney va fer circular còpies del seu romanç L'Arcàdia de la Comtessa de Pembroke, que aviat va donar a la impremta.
La influència de L'Arcàdia de Sannazaro es va perllongar més enllà, fins al Manierisme (Bernardo de Balbuena i el seu Segle d'Or a les Selves d'Erifile). També va inspirar La Bucòlica de l'intel·lectual i poeta sicilià Giovanni Meli.